# Marky Markowitz
Pour les articles homonymes, voir Markowitz.
Irvin "Marky" Markowitz (aka Irwin Markowitz, Irving Markowitz), né le 11 décembre 1923 et mort le 18 novembre 1986, est un trompettiste américain de jazz.

## Biographie
Né le plus jeune des sept enfants d'immigrants juifs russes débarqués à Baltimore et installé sur le 4 1/2 Street, Southwest, à Washington, Markowitz a appris la trompette au Police Boys'Club local. Il a joué au début de sa carrière dans plusieurs big bands, y compris ceux de Charlie Spivak (en) (1941-42), Jimmy Dorsey, Boyd Raeburn et Woody Herman (1946). Il a joué dans l'orchestre de Buddy Rich en 1946-47, puis est retourné au service sous Herman en 1947-48. Il s'installe à Nyack où il travaille principalement comme musicien de studio dans les années 1960,1970 et 1980. Il se produit notamment en concert avec Herman, Gene Krupa (1958), Lee Konitz (1959), Ralph Burns, George Russell, Al Cohn (1962), Paul Desmond (1969) et Bill Evans (1974). Marky a été un trompettiste de premier appel pour de nombreux artistes des années 1960,1970 et 1980, dont Paul Simon, Aretha Franklin, Stevie Wonder, les Young Rascals, Frank Sinatra, Tony Bennett, Dionne Warwick, Maynard Ferguson, George Segal et bien d'autres, ainsi que des centaines de jingles publicitaires, de publicités télévisées et de musiques de films. Il a été un habitué du Téléthon Jerry Lewis Labor Day pour la dystrophie musculaire, connu pour son ton "doux" sur la trompette et le cor de flugle, ainsi que pour son impression vocale meilleure que la moyenne de Louis "Satchmo" Armstrong, qui a été présenté dans une publicité télévisée des années 1970 pour Hecker's Flour. En janvier 1985, l'année précédant son décès à l'âge de 62 ans, Marky est retourné dans sa ville natale de Washington, D. C., pour se produire avec un groupe All-Star, dirigé par le célèbre compositeur et arrangeur Nelson Riddle, au bal d'investiture du 2e mandat du président Ronald Reagan. Il n' a dirigé qu'une seule session d'enregistrement, pour le label Famous Door de Harry Lim en 1976.

## Discographie
Avec David Amram
- Subway Night (RCA, 1973)

Avec Burt Bacharach/Dionne Warwick
- Walk On By (1964)

Avec Richard Barbary
- Soul Machine (A&M, 1968)

Avec Gato Barbieri
- Caliente (A&M, 1976)

Avec Louie Bellson
- Breakthrough! (Projet 3, 1968)

Avec Tony Bennett
- Fool of Fools (45tours, CBS, 1968)
- Play it Again, Sam (45tours, CBS, 1969)
- What The World Needs Now Is Love (45tours, CBS, 1969)
- You Can't Love 'Em All (Columbia, 1959)
- Ask Anyone In Love (Columbia, 1959)
- Yesterday I Heard the Rain (Columbia, 1968)
- I've Gotta Be Me (Columbia, 1969)
- Summer of '42 (Columbia, 1972)

Avec Sonny Berman
- Early Bebop Pioneer (Gramercy, 1948)

Avec Brasilia Nueva
- How Insensitive (Decca, 1967)

Avec Bob Brookmeyer
- Portrait of the Artist (Atlantic, 1960)

Avec Solomon Burke
- The Best of Solomon Burke (Atlantic, 1964)

Avec Ralph Burns
- Where There's Burns, There's Fire (Warwick, 1961)

Avec Paul Butterfield
- Put It In Your Ear (Bearsville, 1976)

Avec Emmett Carls / Lennie Tristano
- The Lost Session (Jazz Guilde, rec. 1945, rel. 1976)

Avec Barbara Carroll
- From The Beginning (United Artists, 1977)

Avec Chris Connor
- Free Spirits (Atlantic, 1962)

Avec King Curtis
- Jazz Super Hits, Vol. 2 "Philly Dog" (Atlantic, 1966)

Avec Paul Desmond
- From the Hot Afternoon (A&M/CTI, 1969)

Avec Neil Diamond
- In My Lifetime (Rel. 1996, Columbia)

Avec Bo Diddley
- Big Bad Bo (Chess, 1974)

Avec Duke Ellington
- Best Of the War Years (Rel. 1993)

Avec Bill Evans
- Symbiosis (DÉPUTÉS, 1974)
- The Ivory Hunters(United Artists, 1959)

Avec Maynard Ferguson
- Conquistador (Columbia, 1977)

Avec Astrud Gilberto
- That Girl From Ipanema (Image, 1977)

Avec Dizzy Gillespie
- One Night in Washington (Elektra/Musician, 1955 [1983])

Avec Grant Green
- Afro Party (Blue Note, 1971)

Avec Bobby Hebb
- Sunny (Philips, 1966)

Avec Woody Herman
- Twelve Shades of Blue (Columbia, 1947)
- "Woodchoppers" (Mosaic, 1947)
- The Thundering Herds (Columbia, 1947)
- Blowin' Up a Storm (Columbia, 1947)
- The Fourth Herd (Riverside/Jazzland, 1959)
- First Herd at Carnegie Hall (Verve, 1946)

Avec Tommy James and the Shondells
- I Think We're Alone Now (1967)

Avec Tamiko Jones
- I'll Be Anything for You (A&M, 1968)

Avec Ben E. King
- Seven Letters (Atco, 1964)

Avec Lee Konitz
- You and Lee (Verve, 1959)

Avec Gene Krupa
- Gerry Mulligan Arrangements (Verve, 1958)

Avec The Manhattan Transfer
- The Best of the Manhattan Transfer (1981)
- Pastiche (Atlantic, 1978)

Avec Herbie Mann
- My Kinda Groove (Atlantic, 1964)
- Our Mann Flute (Columbia, 1964)
- The Best of Herbie Mann (Atlantic, 1966)

Avec Jackie McLean
- Monuments (RCA, 1979)

Avec Carmen McRae
- Birds of a Feather (Decca, 1958)

Avec Butch Miles
- Miles and Miles of Swing (Famous Door, 1977)

Avec Blue Mitchell
- Many Shades of Blue (Mainstream, 1974)

Avec Hugo Montenegro
- Cha Chas for Dancing (1966)

Avec James Moody
- Moody with Strings (Argo, 1961)

Avec l'ochestre Claus Ogerman
- Bill Evans Trio with Claus Ogerman Orchestra (MPS, 1974)

Avec Felix Pappalardi
- Don't Worry, Ma (A&M, 1979)

Avec Bill Potts
- Bye Bye Birdie (Colpix, 1963)
- The Jazz Soul of Porgy and Bess  (United Artists, 1959)
- How Insensitive (Decca, 1967)

Avec Tito Puente
- Herman's Heat and Puente's Beat (Palladium, 1958)

Avec Buddy Rich
- Both Sides (Mercury, 1976)
- The Rich Rebellion (Mercury, 1960)
- The Driver (EmArcy, 1960)

Avec Lalo Schifrin
- New Fantasy (Verve, 1964)

Avec George Segal
- The Yama Yama Man (Philips, 1967)

Avec Bobby Court
- No Strings (Atlantic, 1962)

Avec Paul Simon
- One Trick Pony (Warner Bros, 1980)
- The Essential Paul Simon (Sony, Rel. 2010)

Avec Zoot Sims
- The Aztec Suite (United Artists, 1959)

Avec Jimmy Smith
- The Cat (Verve, 1964)

Avec Howard Tate
- Howard Tate (Atlantic, 1971)

Avec Joe Thomas
- Masada (Groove Merchant, 1975)

Avec Joe Timer  et Charles Mingus
- Tiny's Blues (Mythic, 1953)

Avec Leslie Uggams
- My Own Morning (Atlantic, 1967)

Avec Loudon Wainwright III
- T Shirt (Arista, 1976)

Avec Grover Washington Jr
- All the King's Horses (Kudu, 1972)

Avec Kai Winding
- The In Instrumentals (Verve, 1965)

## Crédits dans des films
- All That Jazz (1979)
- Badge 373 (1973)
- Bananas (1971)
- Being There (1979)
- Les Garçons de la Bande (1970)
- Cotton Club (1984)
- Fanatique (1981)
- Drôle d'embrouille (1978)
- Four Jills in a Jeep (1944)
- Frosty's Winter Wonderland (1979)
- Good Morning, Vietnam (1987)
- Hair (1979)
- The Heartbreak Kid (1972)
- Lenny (1974)
- The Lords of Flatbush (1974)
- Made for Each Other (1971)
- National Lampoon's Movie Madness (1983)
- Pennies From Heaven (1981)
- Pin Up Girl (1944)
- Prime Suspect /aka/ Cry of Innocence (1982)
- Stagecoach (1966)
- Take the Money and Run (1969)

## Télévision
- ABC World News Tonight thème
- The Price Is Right thème (CBS)
- 20/20 thème (ABC)